# Tågväxter
Tågväxter (Juncaceae) är en familj ibland de enhjärtbladiga växterna med 6 släkten och cirka 430 arter.
De allra flesta tågväxterna är ettåriga eller fleråriga örter. De ser ganska mycket ut som gräs. Den underjordiska delen av stammen är en krypande jordstam. Den del som är ovanför jorden är en ihålig stjälk eller stängel som inuti utgörs av svampartad, lucker märg. På de fleråriga arterna finns det lågblad på jordstammen, utlöparna och stjälkens nedre del. Sådana blad finns inte på de ettåriga. Lågbladen är fjäll- eller slidlika med en kort eller ingen skiva. De övergår längre upp i vanliga örtblad. Örtbladen har antingen öppen slida, vilket är det vanliga i släktet Juncus, eller sluten slida, till exempel i släktet Luzula. Bladskivorna är platta som på gräs eller runda i genomskärning. De kan också vara tillplattade från sidan, så att de är ganska svärdlika. Blomställningen är antingen gles med ganska långa blomskaft eller mycket tät med blommorna samlade i ett huvud. 
Blommorna har 6 fria, oftast fjällika hylleblad som sitter i två kransar. Ståndarna är vanligtvis 6 stycken till antalet och de har trådlika eller tillplattade strängar och fyrrummiga knappar som öppnar sig inåt med längdspringor. Pollenen är beständigt hopsatta fyra och fyra i en tetraeder. Fruktämnet är översittande, består av tre fruktblad och innehåller tre eller många fröämnen. Stiftet har tre långa och papillösa märken. Pollenkorna överförs till märken av vinden eller, i vissa fall, av insekter. För många av arterna öppnar sig inte blomman, utan de är hänvisade till självbefruktning. På de flesta av de andra arterna mognar märket långt innan ståndarna har öppnat sig så att pollenen sprids. Detta medför att de vanligtvis korsbefruktas. Frukten är en kapsel som brister i längsgående springor.  

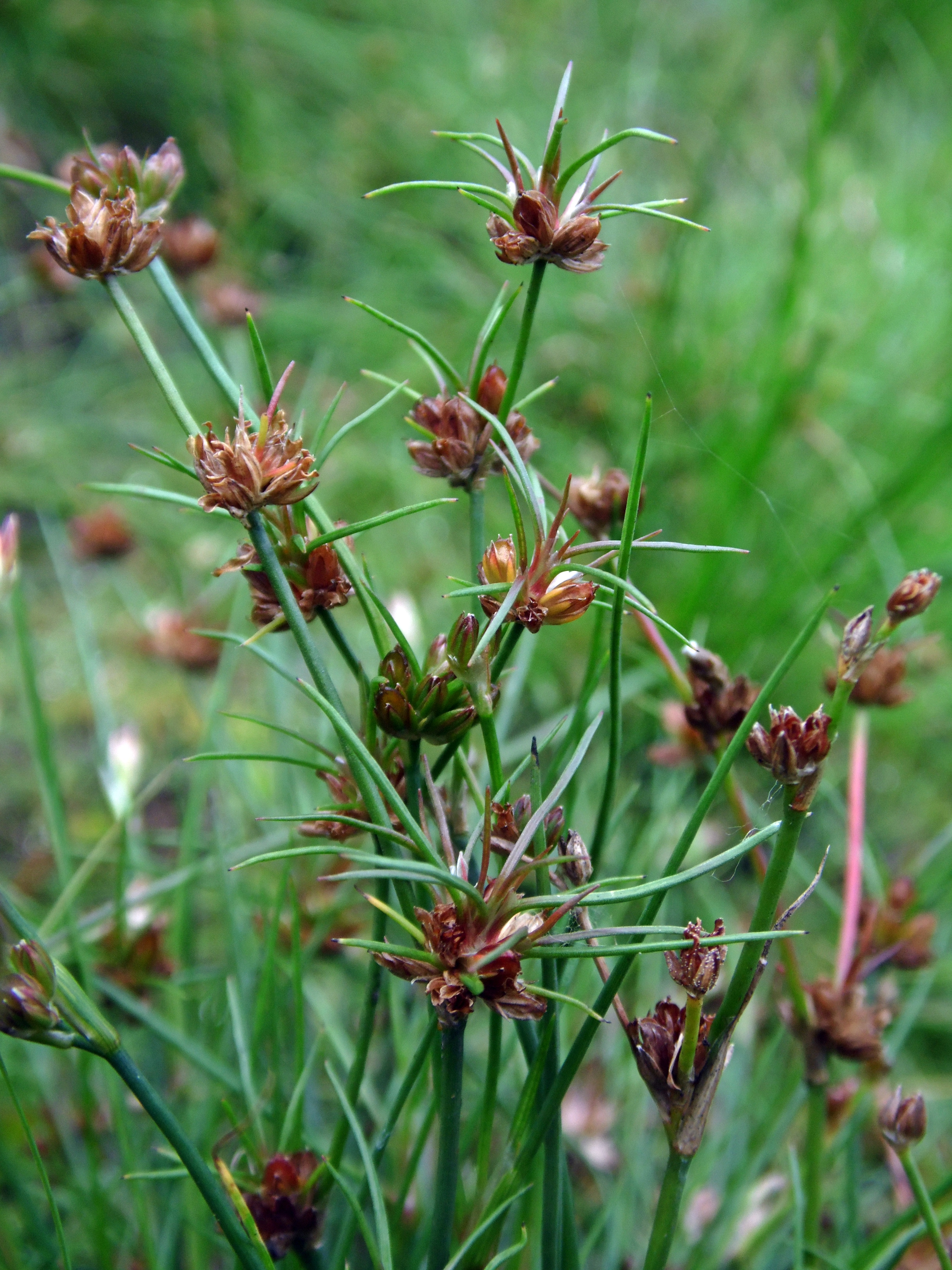
Löktåg